# Copa de Francia de Fútbol 2024-25
La Copa de Francia de fútbol 2024-25 fue la edición número 108 de la Copa de Francia, competición de eliminación directa entre los clubes de fútbol aficionado y profesional afiliados del Sistema de ligas de fútbol de Francia de la Federación Francesa de Fútbol.
Debido a los disturbios de Nueva Caledonia en 2024, los clubes de Nueva Caledonia no participaron en la competición de esta ocasión, a diferencia del resto de departamentos y territorios de Francia de Ultramar.

## Fechas
Las fechas de las dos primeras rondas clasificatorias y las preliminares necesarias fueron fijadas por las ligas regionales individuales. A partir de la tercera ronda, la FFF definió el calendario, con rondas hasta los dieciseisavos de final incluidos programadas para los fines de semana y rondas posteriores hasta la final, pero sin incluirla, que se celebraron en las tardes de entre semana.
| Ronda            | Fecha                    |
| ---------------- | ------------------------ |
| Tercera ronda    | 14 de septiembre de 2024 |
| Cuarta ronda     | 28 de septiembre de 2024 |
| Quinta ronda     | 12 de octubre de 2024    |
| Sexta ronda      | 26 de octubre de 2024    |
| Séptima ronda    | 16 de noviembre de 2024  |
| Octava ronda     | 30 de noviembre de 2024  |
| Ronda de 64      | 21 de diciembre de 2024  |
| Ronda de 32      | 15 de enero de 2025      |
| Octavos de final | 5 de febrero de 2025     |
| Cuartos de final | 26 de febrero de 2025    |
| Semifinales      | 2 de abril de 2025       |
| Final            | 24 de mayo de 2025       |

## Ronda de 64

### Zona A
| Equipo 1                | Resultado | Equipo 2                  |
| ----------------------- | --------- | ------------------------- |
| Espaly (5) (p)          | 1–1 (4–3) | (3) Dijon FCO             |
| GOAL FC (4)             | 1–2       | (2) FC Annecy             |
| AS Cannes (4)           | 3–2       | (2) Grenoble Foot 38      |
| FC Bourgoin-Jallieu (5) | 4–1       | (2) FC Martigues          |
| Hauts Lyonnais (5)      | 0–1       | (1) FC Toulouse           |
| Corte (5)               | 1–1 (3–5) | (p) (1) OGC Nice          |
| Le Puy Foot (4)         | 4–0       | Montpellier HSC           |
| AS Saint-Étienne (1)    | 0–4       | (1) Olympique de Marsella |
| L'Union Saint-Jean (6)  | 1–4       | (1) AS Monaco FC          |
| FC Sochaux (3) (p)      | 0–0 (5–3) | (2) Clermont Foot         |

### Zona B
| Equipo 1                     | Resultado | Equipo 2                |
| ---------------------------- | --------- | ----------------------- |
| ES Troyes (2)                | 2–0       | (1) FC Metz             |
| Sports réunis Haguenau (4)   | 4–1       | (3) US Boulogne         |
| SC Bastia (2)                | 5–0       | RC Saint-Joseph         |
| FC Rouen (3)                 | 0–1       | (1) Lille OSC           |
| Entente Feignies Aulnoye (4) | 1–2       | (1) Olympique de Lyon   |
| Thaon (5)                    | 2–1       | (2) Amiens              |
| Jeanne d'Arc de Drancy (5)   | 0–4       | (2) FC Nantes           |
| Calais (5)                   | 0–3       | (1) Racing Estrasburgo  |
| Still-Mutzig (6)             | 1–3       | (1) Stade de Reims      |
| AJ Auxerre (1)               | 0–1       | (2) USL Dunkerque       |
| US Thionville Lusitanos (4)  | 2–2 (4–5) | (p) (3) Valenciennes FC |

### Zona C
| Equipo 1                         | Resultado | Equipo 2                    |
| -------------------------------- | --------- | --------------------------- |
| Mérignac (6)                     | 0–0 (3–4) | (p) (2) Stade Lavallois     |
| La Roche VF (4)                  | 0–1       | (1) Stade Brestois          |
| Stade Briochin (4)               | 1–0       | (1) Le Havre AC             |
| Dives-Cabourg (5)                | 2–0       | CS Saint-Denis              |
| Girondins de Burdeos (4)         | 1–4       | (1) Stade Rennes            |
| EA Guingamp (2)                  | 2–1       | (2) SM Caen                 |
| FC 93 Bobigny (4)                | 0–1       | (1) Angers SCO              |
| Saint-Philbert-de-Grand-Lieu (5) | 0–2       | (3) US Quevilly-Rouen       |
| Marmande (7)                     | 0–7       | (3) Le Mans FC              |
| RC Lens (1)                      | 1–1 (3–4) | (p) (1) Paris Saint-Germain |
| Tours FC (6)                     | Otorgado  | (2) FC Lorient              |

## Ronda de 32
| Equipo 1                   | Resultado | Equipo 2                   |
| -------------------------- | --------- | -------------------------- |
| SC Bastia (2)              | 0–1       | (1) OGC Nice               |
| Dives-Cabourg (5)          | 1–0       | (4) Le Puy Foot 43         |
| Le Mans FC (3) (p)         | 1–1 (4–3) | (3) Valenciennes FC        |
| EA Guingamp (2) (p)        | 2–2 (9–8) | (3) FC Sochaux-Montbéliard |
| Stade de Reims (1) (p)     | 1–1 (3–1) | (1) AS Monaco FC           |
| Olympique de Marsella (1)  | 1–1 3–4)  | (p) (1) Lille OSC          |
| FC Bourgoin-Jallieu (5)    | 2–2 (4–2) | (1) Olympique de Lyon      |
| Toulouse FC (1)            | 2–1       | (2) Stade Lavallois        |
| US Quevilly-Rouen (3)      | 2–3       | (1) Angers SCO             |
| ES Troyes (2)              | 1–0       | (1) Stade Rennes           |
| Stade Briochin (4) (p)     | 1–1 (4–3) | (2) FC Annecy              |
| Stade Brest (1)            | 2–1       | (1) FC Nantes              |
| Thaon (5)                  | 2–2 (3–5) | (p) (1) Racing Estrasburgo |
| AS Cannes (4)              | 2–1       | (1) FC Lorient             |
| Espaly (5)                 | 2–4       | (1) Paris Saint-Germain    |
| Sports réunis Haguenau (4) | 1–3       | (2) USL Dunkerque          |

## Fase final
|  | Octavos de final        | Octavos de final        |                         |       | Cuartos de final   | Cuartos de final   |  |  | Semifinales    | Semifinales    |  |  | Final      | Final      |
|  | 4, 5 y 6 de febrero     | 4, 5 y 6 de febrero     |                         |       | 25 y 26 de febrero | 25 y 26 de febrero |  |  | 1 y 2 de abril | 1 y 2 de abril |  |  | 24 de mayo | 24 de mayo |
|  |                         |                         |                         |       |                    |                    |  |  |                |                |  |  |            |            |
|  |                         |                         |                         |       |                    |                    |  |  |                |                |  |  |            |            |
|  |                         |                         |                         |       |                    |                    |  |  |                |                |  |  |            |            |
|  | ES Troyes (2)           | 1                       |                         |       |                    |                    |  |  |                |                |  |  |            |            |
|  | ES Troyes (2)           | 1                       |                         |       |                    |                    |  |  |                |                |  |  |            |            |
|  | Stade Brest (1)         | 2                       |                         |       |                    |                    |  |  |                |                |  |  |            |            |
|  | Stade Brest (1)         | 2                       | Stade Brest (1)         | 2     |                    |                    |  |  |                |                |  |  |            |            |
|  |                         |                         |                         | 2     |                    |                    |  |  |                |                |  |  |            |            |
|  |                         | USL Dunkerque (2)       | 3                       |       |                    |                    |  |  |                |                |  |  |            |            |
|  | Lille OSC (1)           | USL Dunkerque (2)       | 3                       | 1 (4) |                    |                    |  |  |                |                |  |  |            |            |
|  | Lille OSC (1)           |                         |                         | 1 (4) |                    |                    |  |  |                |                |  |  |            |            |
|  | Dunkerque (2) (p.)      | 1 (5)                   |                         |       |                    |                    |  |  |                |                |  |  |            |            |
|  | Dunkerque (2) (p.)      | 1 (5)                   | USL Dunkerque (2)       | 2     |                    |                    |  |  |                |                |  |  |            |            |
|  |                         |                         |                         | 2     |                    |                    |  |  |                |                |  |  |            |            |
|  |                         | Paris Saint-Germain (1) | 4                       |       |                    |                    |  |  |                |                |  |  |            |            |
|  | Stade Briochin (4)      | Paris Saint-Germain (1) | 4                       | 2     |                    |                    |  |  |                |                |  |  |            |            |
|  | Stade Briochin (4)      |                         |                         | 2     |                    |                    |  |  |                |                |  |  |            |            |
|  | OGC Nice (1)            | 1                       |                         |       |                    |                    |  |  |                |                |  |  |            |            |
|  | OGC Nice (1)            | 1                       | Stade Briochin (4)      | 0     |                    |                    |  |  |                |                |  |  |            |            |
|  |                         |                         |                         | 0     |                    |                    |  |  |                |                |  |  |            |            |
|  |                         | Paris Saint-Germain (1) | 7                       |       |                    |                    |  |  |                |                |  |  |            |            |
|  | Le Mans FC (3)          | Paris Saint-Germain (1) | 7                       | 0     |                    |                    |  |  |                |                |  |  |            |            |
|  | Le Mans FC (3)          |                         |                         | 0     |                    |                    |  |  |                |                |  |  |            |            |
|  | Paris Saint-Germain (1) | 2                       |                         |       |                    |                    |  |  |                |                |  |  |            |            |
|  | Paris Saint-Germain (1) | 2                       | Paris Saint-Germain (1) | 3     |                    |                    |  |  |                |                |  |  |            |            |
|  |                         |                         |                         | 3     |                    |                    |  |  |                |                |  |  |            |            |
|  |                         | Stade de Reims (1)      | 0                       |       |                    |                    |  |  |                |                |  |  |            |            |
|  | AS Cannes (4)           | Stade de Reims (1)      | 0                       | 5     |                    |                    |  |  |                |                |  |  |            |            |
|  | AS Cannes (4)           |                         |                         | 5     |                    |                    |  |  |                |                |  |  |            |            |
|  | Dives-Cabourg (5)       | 3                       |                         |       |                    |                    |  |  |                |                |  |  |            |            |
|  | Dives-Cabourg (5)       | 3                       | AS Cannes (4)           | 3     |                    |                    |  |  |                |                |  |  |            |            |
|  |                         |                         |                         | 3     |                    |                    |  |  |                |                |  |  |            |            |
|  |                         | EA Guingamp (2)         | 1                       |       |                    |                    |  |  |                |                |  |  |            |            |
|  | Toulouse FC (1)         | EA Guingamp (2)         | 1                       | 0     |                    |                    |  |  |                |                |  |  |            |            |
|  | Toulouse FC (1)         |                         |                         | 0     |                    |                    |  |  |                |                |  |  |            |            |
|  | EA Guingamp (2)         | 2                       |                         |       |                    |                    |  |  |                |                |  |  |            |            |
|  | EA Guingamp (2)         | 2                       | AS Cannes (4)           | 1     |                    |                    |  |  |                |                |  |  |            |            |
|  |                         |                         |                         | 1     |                    |                    |  |  |                |                |  |  |            |            |
|  |                         | Stade de Reims (1)      | 2                       |       |                    |                    |  |  |                |                |  |  |            |            |
|  | Racing Estrasburgo (1)  | Stade de Reims (1)      | 2                       | 1     |                    |                    |  |  |                |                |  |  |            |            |
|  | Racing Estrasburgo (1)  |                         |                         | 1     |                    |                    |  |  |                |                |  |  |            |            |
|  | Angers SCO (1)          | 3                       |                         |       |                    |                    |  |  |                |                |  |  |            |            |
|  | Angers SCO (1)          | 3                       | Angers SCO (1)          | 1 (3) |                    |                    |  |  |                |                |  |  |            |            |
|  |                         |                         |                         | 1 (3) |                    |                    |  |  |                |                |  |  |            |            |
|  |                         | Stade de Reims (1) (p.) | 1 (5)                   |       |                    |                    |  |  |                |                |  |  |            |            |
|  | FC Bourgoin-Jallieu (5) | Stade de Reims (1) (p.) | 1 (5)                   | 0 (2) |                    |                    |  |  |                |                |  |  |            |            |
|  | FC Bourgoin-Jallieu (5) |                         |                         | 0 (2) |                    |                    |  |  |                |                |  |  |            |            |
|  | Stade de Reims (1) (p.) | 0 (3)                   |                         |       |                    |                    |  |  |                |                |  |  |            |            |
|  | Stade de Reims (1) (p.) | 0 (3)                   |                         |       |                    |                    |  |  |                |                |  |  |            |            |

### Octavos de final
| 4 de febrero de 2025 | Lille (1)                                                         | 1:1 (0:0) (4:5 p.)         | (2) Dunkerque                                                          | Stade Pierre-Mauroy, Lille |                           |
| 19:00 CET            | Gomes 85'                                                         | Reporte                    | Tejan 90+6'                                                            | Árbitro(s): Benoît Millot  | Árbitro(s): Benoît Millot |
|                      |                                                                   | Tiros desde el punto penal |                                                                        |                            |                           |
|                      | Mbappé · Bakker · Gomes · Alexsandro · Haraldsson · Akpom · André |                            | Courtet · Bardeli · Sanganté · Georgen · Sekongo · Senneville · Jaouen |                            |                           |

| 4 de febrero de 2025 | Troyes (2)          | 1:2 (0:0) | (1) Brest              | Stade de l'Aube, Troyes   |                           |
| 19:00 CET            | Magnetti 55' (a.g.) | Reporte   | Salah 49' · Sima 90+2' | Árbitro(s): Jérémy Stinat | Árbitro(s): Jérémy Stinat |

| 4 de febrero de 2025 | Le Mans (3) | 0:2 (0:1) | (1) Paris Saint-Germain | Stade Marie-Marvingt, Le Mans   |                                 |
| 21:10 CET            |             | Reporte   | Doué 25' · Barcola 71'  | Árbitro(s): Abdelatif Kherradji | Árbitro(s): Abdelatif Kherradji |

| 5 de febrero de 2025 | Briochin (4)      | 2:1 (0:0) | (1) Nice    | Stade Fred-Aubert, Saint-Brieuc |                               |
| 20:45 CET            | Boudin 88', 90+7' | Reporte   | Louchet 55' | Árbitro(s): Hakim Ben El Hadj   | Árbitro(s): Hakim Ben El Hadj |

| 5 de febrero de 2025 | Toulouse (1) | 0:2 (0:0) | (2) Guingamp           | Stadium de Toulouse, Toulouse |                             |
| 20:45 CET            |              | Reporte   | Sidibé 52' · Ahile 89' | Árbitro(s): Marc Bollengier   | Árbitro(s): Marc Bollengier |

| 5 de febrero de 2025 | Cannes (4)                                                  | 5:3 (3:1) | (5) Dives-Cabourg                         | Stade Pierre de Coubertin, Cannes |                          |
| 20:45 CET            | Domingues 9', 12' · Abbas 45+2' · Mambu 69' · Gonçalves 87' | Reporte   | Thoris 25' · Fontaine 53' · Bekombo 90+4' | Árbitro(s): Gaël Angoula          | Árbitro(s): Gaël Angoula |

| 5 de febrero de 2025 | Estrasburgo (1) | 1:3 (1:2) | (1) Angers                     | Stade de la Meinau, Estrasburgo |                             |
| 20:45 CET            | Lemaréchal 13'  | Reporte   | Lepaul 2', 15' · El Melali 76' | Árbitro(s): Eric Wattellier     | Árbitro(s): Eric Wattellier |

| 6 de febrero de 2025 | Bourgoin-Jallieu (5)                      | 0:0 (2:3 p.)               | (1) Reims                              | Stade Pierre Rajon, Bourgoin-Jallieu |                           |
| 21:00 CET            |                                           | Reporte                    |                                        | Árbitro(s): Olivier Thual            | Árbitro(s): Olivier Thual |
|                      |                                           | Tiros desde el punto penal |                                        |                                      |                           |
|                      | Bozkurt · Mendy · Norde · Ben Amar · Atik |                            | Diakité · Buta · Sangui · Ito · Akieme |                                      |                           |

### Cuartos de final
| 25 de febrero de 2025 | Angers (1)                        | 1:1 (0:0) (3:5 p.)         | (1) Reims                                            | Stade Raymond Kopa, Angers  |                             |
| 21:00 CET             | Dieng 90+5'                       | Reporte                    | Nakamura 79'                                         | Árbitro(s): Mathieu Vernice | Árbitro(s): Mathieu Vernice |
|                       |                                   | Tiros desde el punto penal |                                                      |                             |                             |
|                       | Dieng · Niane · Ferhat · Raolisoa |                            | Nakamura · Gabriel Moscardo · Sangui · Ito · Diakité |                             |                             |

| 25 de febrero de 2025 | Cannes (4)                                | 3:1 (2:0) | (2) Guingamp | Stade Pierre de Coubertin, Cannes |                              |
| 21:00 CET             | Abbas 23' · Gonçalves 30' · Domingues 69' | Reporte   | Siwe 46'     | Árbitro(s): Romain Lissorgue      | Árbitro(s): Romain Lissorgue |

| 26 de febrero de 2025 | Brest (1)                              | 2:3 (1:0) | (2) Dunkerque                 | Stade Francis-Le Ble, Brest |                           |
| 19:00 CET             | Pereira Lage 45' · Youssouf 59' (a.g.) | Reporte   | Sasso 65' · Sanganté 80', 84' | Árbitro(s): Willy Delajod   | Árbitro(s): Willy Delajod |

| 26 de febrero de 2025 | Briochin (4) | 0:7 (0:2) | (1) Paris Saint-Germain                                                      | Roazhon Park, Rennes       |                            |
| 21:10 CET             |              | Reporte   | Neves 16' · Ramos 36', 49' (pen.), 58' · Doué 55' · Mayulu 66' · Dembélé 85' | Árbitro(s): Thomas Léonard | Árbitro(s): Thomas Léonard |

### Semifinales
| 1 de abril de 2025 | Dunkerque (2)          | 2:4 (2:1) | (1) Paris Saint-Germain                        | Stade Pierre-Mauroy, Lille |                            |
| 21:10 CET          | Sasso 7' · Al-Saad 27' | Reporte   | Dembélé 45', 90+3' · Marquinhos 48' · Doué 62' | Árbitro(s): Jérôme Brisard | Árbitro(s): Jérôme Brisard |

| 2 de abril de 2025 | Cannes (4) | 1:2 (0:1) | (1) Reims               | Stade Pierre de Coubertin, Cannes |                             |
| 21:00 CET          | N'Doye 52' | Reporte   | Ibrahim 14' · Teuma 58' | Árbitro(s): Eric Wattellier       | Árbitro(s): Eric Wattellier |

### Final
| 24 de mayo de 2025 | Paris Saint-Germain (1)       | 3:0 (3:0) | (1) Reims | Stade de France, Saint-Denis |                            |
| 21:00 CET          | Barcola 16', 19' · Hakimi 43' | Reporte   |           | Árbitro(s): Benoît Bastien   | Árbitro(s): Benoît Bastien |

## Campeón
|                             |
| Campeón París Saint-Germain |
| 16° título                  |